# Montaje de atracciones
En 1923, Sergei Eisenstein publicó su primer ensayo específico sobre montaje: Montaje de atracciones. En este escrito, Eisenstein fundamenta de manera consistente la forma en la cual el espectador debe ser sometido a estímulos de acción psicológica y sensorial, por medio de «mecanismos de montaje», con el fin de provocarle un choque emotivo. El producto artístico, dice Eisenstein: arranca fragmentos del medio ambiente, según un cálculo consciente y voluntario para conquistar al espectador. 

La Atracción (en nuestro diagnóstico del teatro), es todo momento agresivo en él, es decir, todo elemento que despierta en el espectador aquellos sentidos o aquella psicología que influencia sus sensaciones, todo elemento que pueda ser comprobado y matemáticamente calculado para producir ciertos choques emotivos en un orden adecuado dentro del conjunto; único medio mediante el cual se puede hacer perceptible la conclusión ideológica final.
Sergei Einsenstein

Por tanto, la capacidad expresiva del espectáculo no se concentra exclusivamente en la solidez interior, en la consistencia del hilo argumental de la obra, sino en la manera cómo se planifica la puesta en escena y cómo el director logra explotar independientemente cada uno de sus elementos mediante determinadas asociaciones desencadenadas por las uniones simbólicas que construye el montaje con cada uno de los fragmentos disponibles de la película. Con este procedimiento cada elemento adquiere un valor autónomo, asociado con un efecto que se calcula exactamente en cada instante del desarrollo de la obra. Es un método en sí mismo, porque desarrolla una fórmula basada en medidas exactas, con infinitas posibilidades de combinación, asociada inevitablemente con un efecto a todas luces agresivo, dirigido a capturar la atención de los espectadores. 

Esto determina básicamente los posibles principios de la construcción como «construcción activa» (del conjunto de la producción). En vez de ser un «reflejo estático» de un acontecimiento, con todas las posibilidades de actividad encerradas en los límites de la acción lógica del acontecimiento, avanzamos a un nuevo plano: el libre montaje de atracciones independientes (dentro de la composición determinada y los lazos argumentales que mantienen unidos los actos de influencia) arbitrariamente escogidos; todo con el propósito de establecer ciertos efectos temáticos finales: esto es el montaje de atracciones.
Sergei Eisenstein

Tomando un esquema y una visión activa del espectáculo teatral (aplicable en su misma dimensión en el cine), mediante las atracciones el director analiza y desarrolla su estrategia retórica, combinando las partes, definiendo el nuevo aparato y tratamiento expresivo a partir de la valoración significativa de cada uno de los elementos que intervienen en la realización escénica, convirtiéndolos todos en afines, comunes y sucedáneos aunque sea por un breve momento, pero, perfectamente concurrentes con una o varias intenciones temáticas supradiscursivas de la obra. Esta cadena infinita de asociaciones-posiciones posibles, poseedoras en su conjunto de valor expresivo explícito y efectivo superior a las partes, entran en acción para activar directamente los mecanismos sensoriales del espectador creando una relación poderosamente vinculante entre su mente y el sentido del discurso desarrollado por el cineasta.
Eisenstein puso en práctica por primera vez su teoría del montaje de atracciones en marzo del año 1925 con su filme La Huelga.
Con esta teoría de montaje de atracciones, Eisenstein elaboró teóricamente sucesivas categorías de montaje (métrico, rítmico, tonal, armónico e intelectual).
En cierto manera, el montaje de atracción, era trabajar de nuevo de forma más abstracta sobre ideas que ya habían aparecido en el manifiesto FEKS (Fábrica de Actores Excéntricos) en 1922.
Eisenstein señalaba que el cine es una extensión contemporánea del teatro y que las películas tienen atractivos que funcionan como estímulos de la respuesta del espectador. Estos atractivos pueden asociarse unos con otros por medio del montaje, que en cine se realiza mediante la unión de una parte del filme con otra. Adecuadamente controlado, el montaje de las atracciones de una película actuará directamente en el sistema nervioso del espectador, asociando reflejos no condicionados con acontecimientos específicos de la historia y creando nuevos reflejos condicionados en relación con el tema que la película quiere transmitir.

## Categorías del montaje de atracciones

### Montaje métrico
El principal criterio para una construcción de montaje métrico es la absoluta longitud de los fragmentos, es decir, la longitud de las tomas relacionadas entre sí. Estos se empalman unos a otros según su longitud, siguiendo una fórmula determinada, como al compás de la música. La realización está en la repetición de estos compases.
Independientemente del contenido de las tomas, acortarlas abrevia el tiempo que los espectadores tiene para captar la información de cada una de ellas.

### Montaje rítmico
En esta categoría de montaje, al determinar la longitud de los fragmentos, el contenido del cuadro es un factor que posee los mismos derechos de consideración.
La determinación abstracta de la longitud de las piezas da lugar a una afinidad elástica de las longitudes efectivas.
En esta categoría de montaje se obtiene tensión efectiva por aceleración, al acortar los fragmentos no sólo en conformidad con el plan fundamental, sino también violando dicho plan. La violación más efectiva consiste en introducir material más intenso en un tempo fácilmente distinguible.
En el montaje rítmico es el movimiento dentro del cuadro (puede ser los de objetos móviles o los del ojo del espectador dirigido a lo largo de las líneas de algún objeto inmóvil) el que impele el movimiento del montaje de cuadro a cuadro.
Es decir, el montaje rítmico se basa tanto en la duración de los planos como en el movimiento dentro del fotograma. Se refiere a la continuidad que surge del patrón visual dentro de las tomas.

### Montaje tonal
El montaje tonal se presenta como una categoría más avanzada del montaje rítmico.
En el montaje tonal el movimiento es percibido en un sentido más amplio. El concepto de movimiento abarca todos los efectos del fragmento de montaje. El montaje se basa en el característico sonido emocional del fragmento de su dominante. El tono general del fragmento.
En esta clase de montaje se produce un aumento de tensión con una intensificación de la misma dominante musical.
El montaje tonal hace hincapié en las decisiones de edición tomadas para determinar el carácter emotivo de una escena. El tono o modo, ya sea una «tonalidad lumínica» (grado de intensidad de la luz) o «tonalidad gráfica» (grado de agudez de los ángulos) se utiliza como guía para interpretar el montaje.

### Montaje armónico
Esta técnica es más elevada (opinión de Eisenstein) que la del montaje tonal por el cálculo colectivo de lo que cada fragmento requiere. Esta característica nos conduce desde la impresión de una coloración melódicamente emocional a una percepción directamente fisiológica y representa también un nivel relacionado con los precedentes.
De este modo la transición de la categoría métrica a rítmica se desarrolla en el conflicto entre la longitud del plano y el movimiento dentro del cuadro. El montaje tonal nace del conflicto entre los principios rítmicos y tonales del fragmento y, finalmente, el montaje armónico nace del conflicto entre el tono principal del fragmento (su dominante) y la armonía. El montaje armónico es el interjuego de los montajes métrico, rítmico y tonal. Se mezcla ritmo, ideas y emociones.

### Montaje intelectual
Esta categoría de montaje intelectual presenta el estudio más elevado del montaje de atracciones. Es un montaje de sonidos y armonías de aspecto intelectual, es decir, conflicto-yuxtaposición de acompañados efectos intelectuales. Para realizar este tipo de montaje había que recurrir al simbolismo.

"Juegos de asociación de imágenes más o menos arbitraria que debían conducir psicológicamente (...) en el espíritu del espectador hacia conceptos y después hacia ideas preestablecidas por el cineasta"
Sergei Einsenstein

## Ejemplos

### El acorazado Potemkin (1925)
Se puede ver de forma muy clara, el uso del montaje de atracciones en la gran obra maestra de Eisenstein, El acorazado Potemkin, de 1925. Concretamente, se puede apreciar la técnica en la famosísima escena de la escalinata de Odessa.
Esta escena está formada por más de 170 planos unidos por el montaje, que narran como el pueblo ruso es brutalmente atacado por la guardia del zar, provocando en el espectador sensaciones y transmitiendo mensajes que superan la simple suma de la sucesión de planos. Las inteligentes relaciones que Eisenstein provoca entre ellos convierte esta escena en la más representativa del montaje de atracciones. Como Eisenstein busca con sus películas crear un efecto dialéctico, en su trabajo es muy importante la relación con el espectador. Las presas han sido seleccionadas para crear un efecto muy particular, un efecto que podríamos llamar patético para llevar al espectador a una catarsis ideológica.
Eisenstein selecciona cada elemento del montaje para darle una carga metafórica. Algunos ejemplos de estos elementos son el piloto disparando sobre las masas, la mujer subiendo las escaleras de Odessa con su hijo muerto mientras ruega por piedad a los soldados, la multitud huyendo de estos, el cochecito que va cuesta abajo, las estatuas de leones, entre otros. Los elementos enunciados son usados de tal manera, que sólo queda decir que Eisenstein sabe servirse de las cosas de manera muy metafórica: con el gran grupo de soldados representa la opresión social; con la imagen de la mujer y el cochecito representa a la sociedad oprimida y con las estatuas de los leones representa la revolución socialista que se despierta, dispuesta a derribar la opresión.
Por este motivo, el montaje a la teoría de Eisenstein tiene un principio dramático. Este principio lleva al espectador a combinar cada célula del celuloide como una superposición de sentido. Esta es la razón por la que el cineasta da tanta importancia al montaje y que éste sea completamente simbólico.

### La Huelga (1925)
También se pueden encontrar ejemplos prácticos muy buenos de las teorías sobre el montaje de este director en otras películas suyas, como en La Huelga, de 1925 también y considerada como su opera prima.
La película representa una huelga del año 1903 por los obreros de una fábrica de la Rusia prerrevolucionaria y su posterior supresión. La película es más famosa por una secuencia cercana al final en la que la violenta supresión de la huelga se transmite con imágenes de ganado en sacrificio, aunque hay muchos otros puntos en la película donde se utilizan animales como metáforas de las condiciones de varios individuos. Para transmitir eso, Eisenstein hacía uso del montaje paralelo, como es notable el ejemplo de la matanza de la vaca para representar la represión del pueblo soviético. Otro ejemplo es el de utilizar tinta que derrama para representar la sangre del pueblo. Este montaje de atracciones creaba emociones, impactaba mucho más que una simple secuencia de imágenes. Eisenstein creaba una analogía o metáfora combinando imágenes que no tenían nada que ver, para así alterar las emociones de los espectadores.